# Treasure Island Hotel and Casino
Treasure Island (también conocido como TI) es un hotel y casino de 2,885--habitaciones localizado en el strip de Las Vegas en Paradise, Nevada, EUA y está conectado por un tranvía con  El Mirage.
El TI ha recibido una calificación de cuatro diamantes por la AAA desde 1998.

## Historia
Treasure Island fue abierto por Mirage Resorts, en 1993 bajo la dirección de Steve Wynn, a un costo de $450 millones. El plan inicial era de una torre adicional al Mirage, pero después se construyó un hotel y casino resort por separado. El Treasure Island, originalmente intentó atraer a familias que gusten de shows, juegos de arcades y combates de piratas cada noche en "Buccaneer Bay" en frente de la entrada del casino del Strip.

## Historia de Películas/Televisión
- En el cine del 2004 Dodgeball: A True Underdog Story, mientras Steve caminaba sobre la calle Freemont, alguien conduce al gritar " regresa al Treasure Island". Un final alternativo fue que Joes perdió el torneo de dodgeball, pero pudo recuperar su dinero cuando Steve ganó en el Treasure Island.
- En la película Miss Congeniality 2, una climática escena sobre una pelea toma lugar en la laguna, con el actor principal en un barco hundido.
- En la película Beavis and Butthead Do America, el letrero original del Treasure Island, al igual que el gran barco que está afuera del hotel, son vistos mientras Beavis y Butthead conducen sobre el Strip en un viaje a Las Vegas strip en una limousine.
- Grand Theft Auto: San Andreas, en la ficticia ciudad de Las Venturas, basada en Las Vegas. Aparece como Pirates in Men's Pants
- En la película Knocked Up, Ben (Seth Rogen) y Pete (Paul Rudd) se hospedan en el Treasure Island durante su viaje a Las Vegas.
- El final de la segunda temporada de Las Vegas tuvo lugar aquí.
- En el videojuego Driver 2: You are the wheelman aparecen varios casinos de Las Vegas incluyendo el Treasure Island.
- En el videojuego "Need For Speed Carbon" aparece el Treasure Island nombrado "South Pacific".

## Entretenimiento

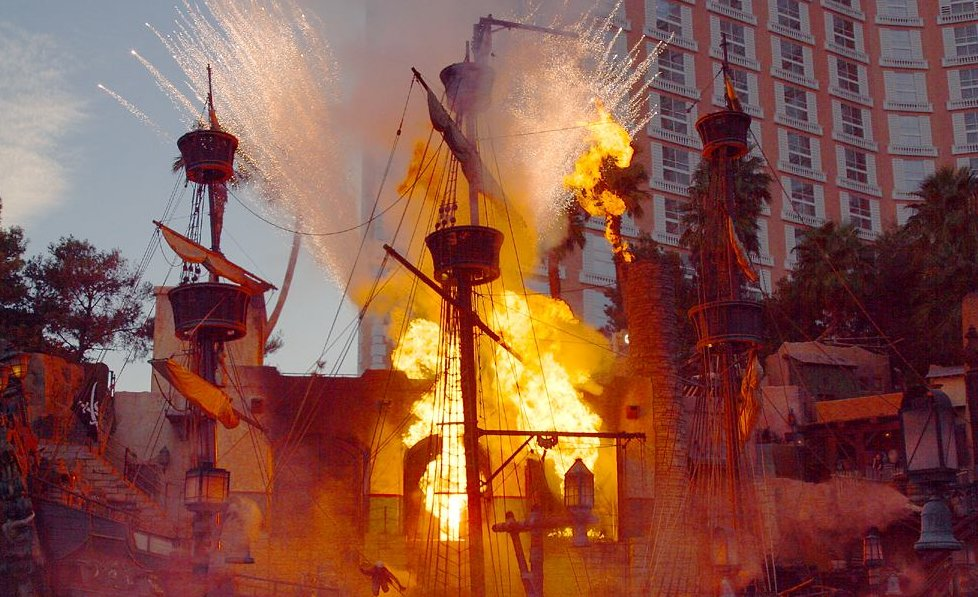
Un show de Las Sirenas del TI

En el 2003, el hotel abandonó por mucho tiempo el tema de piratas, sólo para dedicarse más al mercado adulto. El arcade original fue cerrado, y ellos lo movieron a una locación aún más pequeña.  El famoso letrero de "skull-and-crossbones" en la entrada del Strip fue reemplazada por simplemente "ti" en la cual es una gran pantalla de vídeo LCD.}
TI es casa del show Mystère del Cirque du Soleil , con revolucionantes y excelentes  shows en el Strip de Las Vegas e introdujo el estilo de entretenimiento de Franco Dragone.  La producción  original Mystère del Cirque du Soleil en Las Vegas, ha sido votada como el mejor show de la ciudad por nueve veces según encuestas hechas por el Las Vegas Review Journal. [cita requerida]